# Các bộ của Nhật Bản
Các bộ của Nhật Bản là bộ phận có ảnh hưởng nhất trong nhánh hành pháp của chính phủ Nhật Bản. Mỗi bộ được lãnh đạo bởi một Bộ trưởng Nhà nước do Thủ tướng Chính phủ bổ nhiệm. Trong chính trị sau chiến tranh, các chức vụ của các bộ trưởng đã được trao cho các nhà lập pháp cấp cao, chủ yếu là của LDP. Tuy nhiên, một vài bộ trưởng phục vụ trong hơn một hoặc hai năm để phát triển sự nắm bắt cần thiết của tổ chức để trở nên thực sự có ảnh hưởng. Vì vậy, hầu hết quyền lực nằm trong các bộ, với các quan chức cấp cao.